# IC 2035
IC 2035 — галактика типу SB0 (компактна витягнута галактика) у сузір'ї Годинник.
Цей об'єкт міститься в оригінальній редакції індексного каталогу.